# Carry van Bruggen
Carry van Bruggen, właśc. Carolina Lea de Haan (ur. 1 stycznia 1881 w Smilde, zm. 16 listopada 1932 w Laren) – holenderska pisarka.

## Życiorys
Urodziła się w wielodzietnej żydowskiej rodzinie nauczyciela religii i kantora Izaaka de Haana, wkrótce po urodzeniu rodzina przeniosła się do Zaandam. Uczyła się w szkole nauczycielskiej i od 1900 pracowała jako nauczycielka w Amsterdamie, gdzie nawiązała kontakt ze środowiskiem kulturalnym. W 1904 poślubiła dziennikarza Keesa van Bruggena, z którym miała dwoje dzieci; rodzina spędziła kilka lat w Holenderskich Indiach Wschodnich. W 1907 zadebiutowała powieścią In de schaduw. Tworzyła powieści psychologiczne, wykorzystując motywy autobiograficzne. W powieści De Verlatene (Opuszczony) z 1910 opisywała zarzucanie praktyk religijnych przez żydowską młodzież, w powieściach Een coquette vrouw (Zalotna kobieta) z 1915 i Eva z 1927 analizowała konwenanse i uprzedzenia uniemożliwiające kobietom osiągnięcie umysłowej niezależności i wybór satysfakcjonującej drogi życiowej, poruszała też temat seksualności, miłości i erotyki. Pisała także eseje filozoficzne i opowiadania oraz cenione prace językoznawcze. Obok M. ter Braaka i E. du Perrona była najwybitniejszym przedstawicielem holenderskiego modernizmu. Podczas pisania Evy zapadła na depresję. Zmarła wskutek przedawkowania tabletek nasennych. Została pochowana na cmentarzu protestanckim w Laren.